# Weronika Giuliani
Weronika Giuliani, Urszula Giuliani (ur. 27 grudnia 1660 w Mercatello sul Metauro w ówczesnym Księstwie Urbino, zm. 9 lipca 1727 w Città di Castello) – klaryska kapucynka, mistyczka, dziewica i święta katolicka.

## Życiorys
Weronika Giuliani urodziła się w zamożnej rodzinie Mancini. Była najmłodszą z siedmiu córek. Rodzice dali jej na chrzcie imię Urszula. Kiedy miała 5 lat, umarła jej matka. Sakrament bierzmowania otrzymała w siódmym roku życia. Miała 10 lat, kiedy została dopuszczona do pierwszej Komunii świętej (1670). Wbrew woli ojca wstąpiła do zakonu klarysek-kapucynek w Città di Castello (1677). W rok później złożyła śluby zakonne. W zakonie przeszła wszystkie stopnie w hierarchii: od furtianki, kucharki, szatniarki, piekarki, zakrystianki, mistrzyni nowicjuszek aż po urząd ksieni klasztoru. Mistrzynią była przez 33 lata, ksienią 11 lat.
W 1694 przeżyła mistyczne zaręczyny i zaślubiny z Chrystusem. 5 kwietnia 1697 w Wielki Piątek otrzymała dar krwawiących stygmatów. Na jej prośbę po trzech latach stygmaty zanikły, ale cierpienie ran Chrystusa pozostało. W nagrodę za nabożeństwo do Męki Pańskiej miała otrzymać w sercu swoim wyryte znaki tej męki.
Z polecenia spowiedników Weronika zostawiła Dziennik (liczący około 22 tysięcy stron) swojego życia, w którym opisuje swoje mistyczne przeżycia absolutu (łączności ze zmartwychwstałym Jezusem Chrystusem), zostawiła także Listy i Poezje.
Zmarła, po długiej chorobie, 9 lipca 1727.

## Kult
Weronika została beatyfikowana przez Piusa VII 17 czerwca 1802, a kanonizowana 26 maja 1839 przez papieża Grzegorza XVI.
Jej wspomnienie liturgiczne w Kościele katolickim obchodzone jest 9 lipca.